# Montépreux
Montépreux är en kommun i departementet Marne i regionen Grand Est (tidigare regionen Champagne-Ardenne) i nordöstra Frankrike. Kommunen ligger i kantonen Fère-Champenoise som tillhör arrondissementet Épernay. År 2022 hade Montépreux 46 invånare.

## Befolkningsutveckling
Antalet invånare i kommunen Montépreux
| Referens: INSEE |